# Celesta
Die Celesta (Plural Celesten) ist ein Aufschlagidiophon in der Form eines kleinen Klaviers oder eines Harmoniums, bei dem Stahlplatten mit filzbezogenen Hämmern über eine Klaviatur und einen Klaviermechanismus angeschlagen werden. Die Klangplatten sind über Resonatoren aus Holz angebracht. Der Klang einer Celesta ähnelt dem eines Glockenspiels, ist also generell reich an Obertönen, jedoch mit einem weicheren Timbre. Auch sind die Spielmöglichkeiten auf der Celesta deutlich vielfältiger; so ermöglicht sie durch die Klaviatur wie das Klaviaturglockenspiel nicht nur einzelne Schläge, sondern ganze Skalenläufe, Glissandi, Arpeggios sowie großflächige Akkorde. Die Celesta wird hauptsächlich als Orchesterinstrument eingesetzt.
Der Name Celesta wurde 1886 in Paris patentiert; er ist vom französischen Adjektiv céleste („himmlisch“) abgeleitet.

## Geschichte

### Vorformen der Celesta
1788 erfand der Ire Charles Glaggett ein Musikinstrument namens Aiuton, dessen Klang an „Süße“ und Weichheit angeblich weder von einer Glasharmonika noch von einem Streichinstrument übertroffen wurde. Um diesen Klang zu erreichen, brachte Glaggett an einem hohlen Kasten eine Reihe von Stimmgabeln bzw. Metallzinken an, die von durch Tasten bewegten Hämmerchen angeschlagen wurden. Dieses Instrument mit einem Umfang von drei bis sechs Oktaven kam nie über das Experimentierstadium hinaus.
Der Harmoniumbauer Victor Mustel, der Erfinder der späteren Celesta, hatte 1866 schon das Typophon erfunden, ebenfalls ein Instrument mit Klaviatur und mit Stimmgabeln als Klangerreger. Sein Klang soll dem der Celesta sehr ähnlich gewesen sein, es war aber deutlich leiser und konnte sich deswegen nicht durchsetzen. Das Typophon ist näher mit dem Dulcitone verwandt, das 1874 von Thomas Machell & Sons in Glasgow erfunden wurde.

### Moderne Celesta

Schema des Celesta-Mechanismus nach Mustel.

Die alte Idee aus dem 18. Jahrhundert, einerseits einen möglichst weichen Ton, einen dolce-Klang, zu erzeugen, der andererseits ein gewisses Klangvolumen erreicht, führte um 1868 schließlich zur Erfindung der Celesta. Die Idee, ein Metallophon mit einer Klaviatur auszustatten, war bereits vom Klaviaturglockenspiel her bekannt.
Victor Mustel erhielt 1886 in Paris ein Patent auf ein Musikinstrument namens „Celesta“, das 1889 auf der Pariser Weltausstellung erstmals der Öffentlichkeit gezeigt wurde. Es hatte einen Umfang von vier Oktaven. Diese Celesta erfüllte hohe klangliche Anforderungen und sollte sich als Orchesterinstrument durchsetzen. Mustels Celesta entsprach bautechnisch bereits dem modernen Instrument mit Tastatur, Stahlplatten, Resonatoren, Pedal und hatte den gewünschten „süßen“ Klang.
Im Jahr 1890 produzierte J & P Schiedmayer, später Schiedmayer Pianofortefabrik, nach dem Patent von Mustel die erste Celesta in Deutschland. Der Umfang reichte über fünf Oktaven, klingend von c bis c5. Da die tiefste Oktave unbefriedigend klang, wurden in der zweiten Generation von Celesten Instrumente mit vier Oktaven Tonumfang gebaut, beginnend beim klingenden c1. Die Produktion Mustels wurde Mitte der 1970er Jahre eingestellt.
Die Firma Schiedmayer Celesta fertigt bis heute als einziger Hersteller Instrumente mit von oben angeschlagenen Klangplatten nach dem Patent Mustels mit einem Umfang von bis zu fünfeinhalb Oktaven. Die beiden einzigen anderen Hersteller von Celesten, Yamaha und Kolberg, verwenden dagegen angepasste Flügelmechaniken, bei denen die Klangplatten von unten angeschlagen werden.

## Bauweise

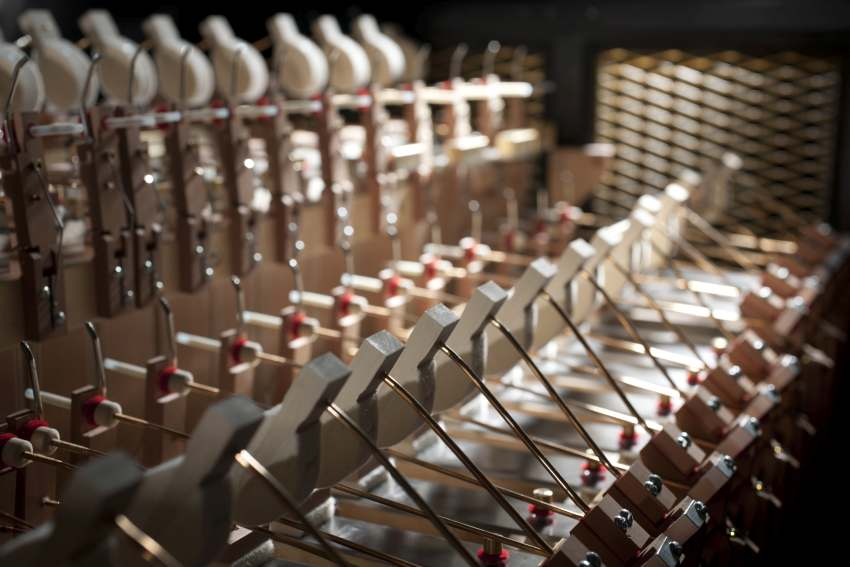
Innenansicht einer Celesta.

Die Celesta sieht aus wie ein kleines Klavier oder ein Harmonium, besteht also aus einem Gehäuse mit Tastatur und Pedal. Im Inneren befinden sich die Stahlplatten, die Resonatoren und die komplizierte Anschlagsmechanik. Primäre Tonerzeuger sind Klangplatten aus Stahl, die auf Filzleisten über hohlen Resonatoren aus Holz liegen. Die Stahlplatten werden mit filzbezogenen Hämmerchen von oben angeschlagen. Die Hämmerchen sind mechanisch mit der Tastatur verbunden. Wie bei einem Klavier sind bei der Celesta nicht alle Hämmerchen gleich groß und gleich schwer: Bei den tiefen Tönen erzeugen größere Hämmerchen mit einer dickeren Filzschicht einen besonders weichen Klang. Dieser weiche Klang in der tiefen Lage gehört zu den Vorzügen der Celesta.

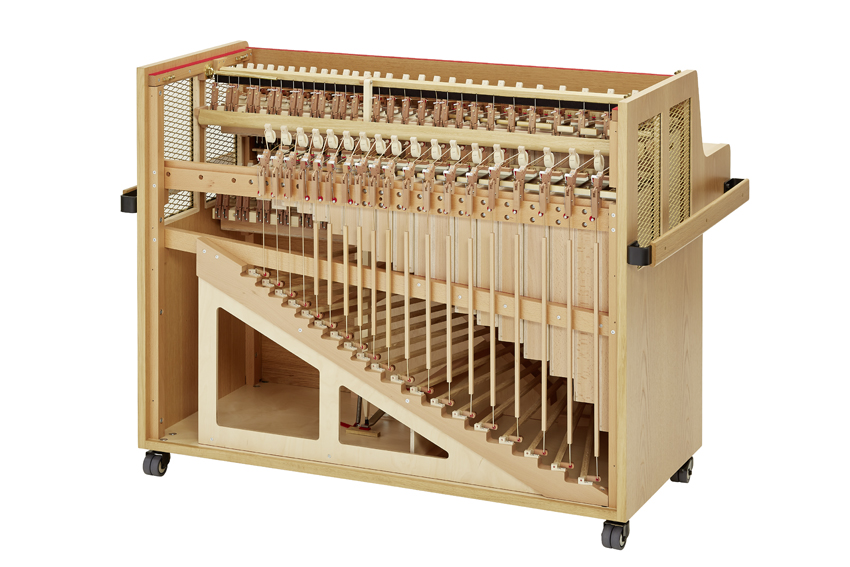
Celesta mit abgenommener Rückwand.

Unter jeder Stahlplatte ist ein hohler Kasten aus Holz als Resonator angebracht und präzise auf die jeweilige Grundtonhöhe abgestimmt. Seine Aufgabe ist es, den Grundton und den Nachklang der jeweiligen Stahlplatte zu verstärken. Dies ist aus akustischen Gründen besonders wichtig, da die Stahlplatten einen hohen Anteil an unharmonischen Teiltönen aufweisen. Der Resonator fördert den Grundton und unterdrückt die unharmonischen Teiltöne. Damit ist ein klarer Tonhöheneindruck gesichert. Da besonders die Resonatoren der tieferen Töne viel Platz beanspruchen, sind sie mit den dazugehörigen Stahlplatten in zwei Ebenen übereinander angeordnet, und zwar über den gesamten Tonumfang abwechselnd oben und unten.
Druck auf das Pedal hebt wie beim Klavier die Dämpfung auf, die Töne klingen nach.
Der wesentlichste Unterschied zum Klaviaturglockenspiel sind die Resonanzkörper, die die Lautstärke erhöhen und so nicht nur einen größeren Tonumfang nach unten ermöglichen, sondern auch den Anschlag durch weiche Filzhämmerchen. So wird der Klang weicher und grundtöniger als beim Glockenspiel mit harten Schlägeln aus Metall oder Hartplastik, die zu einem metallisch-durchdringenden Klang führen.

## Tonumfang
Die Celesta ist ein transponierendes Instrument, das eine Oktave höher klingt, als es notiert wird – meist wie ein Klavier mit Violin- und Bassschlüssel oder zwei Violinschlüsseln.
Es gibt unterschiedlich große Celesten mit einem Umfang von vier bis fünfeinhalb Oktaven.
- Celesta mit vier Oktaven Umfang: c1–c5 (klingend)
- Celesta mit fünf Oktaven Umfang: c–c5 (klingend)
- Celesta mit fünfeinhalb Oktaven Umfang: c–f5 (klingend)

## Verwendung

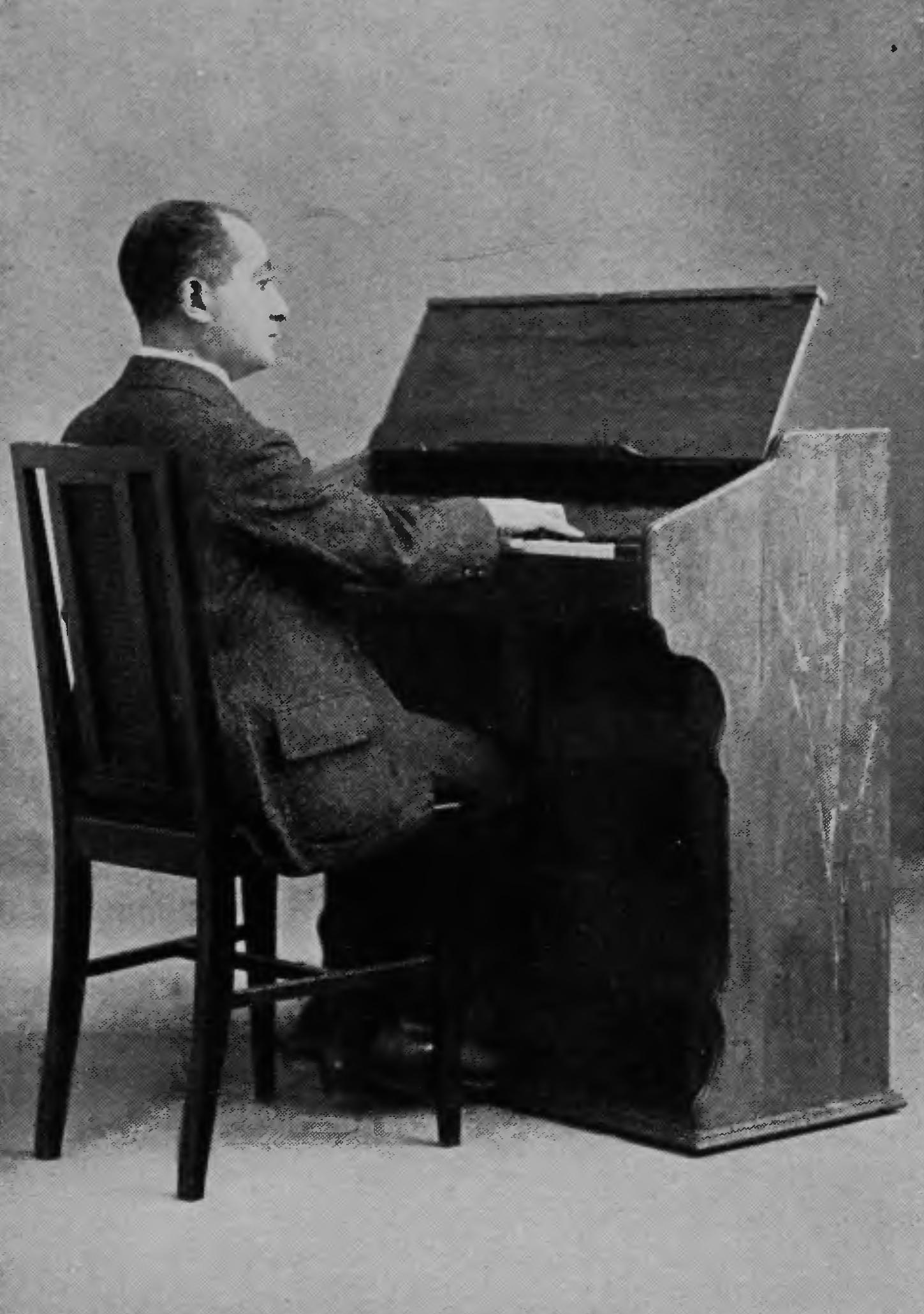
Ein Celestist (1917).

Die Celesta hat ihren Platz hauptsächlich im Orchester. Aufgrund der Tonerzeugung gehört sie zu den Schlaginstrumenten und aufgrund ihrer Spielweise zu den Tasteninstrumenten. Sie wird meist von einem Pianisten gespielt. Für Celesta geschriebene Partien sind oft sehr bewegt und erfordern ein hohes Maß an Virtuosität, es gibt jedoch auch Ausnahmen, wie unter anderem in Schostakowitschs Sinfonien (beispielsweise in der 4. Sinfonie, der 5. Sinfonie, der 6. Sinfonie und der 11. Sinfonie, in denen das Instrument jeweils nur für wenige Takte einige Motive oder Akkorde spielt – typischerweise an Stellen, die sich als Ausdruck tiefer Verzweiflung, von Einsamkeit oder ewiger Sehnsucht interpretieren lassen).
Ernest Chausson verwendete sie 1888 in kammermusikalischer Besetzung neben Flöte, Violine und Harfe in seiner Bühnenmusik La Tempête zu Shakespeares Theaterstück The Tempest.
Pjotr Tschaikowski war einer der ersten Komponisten, die dieses Instrument im Orchester einsetzten, und zwar 1891 in seiner symphonischen Ballade Der Wojewode. In seiner 1892 komponierten Ballettmusik Der Nussknacker ist die Celesta solistisch im Tanz der Zuckerfee zu hören.
Gustav Mahler setzte die Celesta prominent in seiner 6. Sinfonie sowie seiner als „Sinfonie der Tausend“ bekannten 8. Sinfonie ein. Auch in Das Lied von der Erde verwendete er das Instrument in den Schlusstakten zur Einleitung des Übergangs in die Ewigkeit.
Richard Strauss nutzte das Instrument in der Oper Der Rosenkavalier (bei der Überreichung der silbernen Rose im zweiten Aufzug), in Ariadne auf Naxos und in Die Frau ohne Schatten aber auch in seiner sinfonischen Dichtung Eine Alpensinfonie zur musikalischen Darstellung von Naturphänomenen, wie einer Wasserquelle und Regentropfen.
In Konzertsälen häufig zu hören sind die im Jahr 1936 entstandene Musik für Saiteninstrumente, Schlagzeug und Celesta des ungarischen Komponisten Béla Bartók und Die Planeten von Gustav Holst, wo die Celesta in den Sätzen Venus, die Friedensbringerin, Merkur, der geflügelte Bote und Neptun, der Mystiker erklingt.
Leonard Bernstein instrumentierte sein 1953 komponiertes Musical Wonderful Town optional mit Celesta (statt Klavier).
Die Celesta ist in vielen Stücken des amerikanischen Komponisten Morton Feldman (1926–1987) anzutreffen, beispielsweise im Stück Rothko Chapel für gemischten Chor, Soli und Ensemble von 1971. Oft wird es bei ihm als Zweitinstrument des Pianisten eingesetzt, in den Partituren dann mit „Klavier (auch Celesta)“ bezeichnet.
Mit einem markanten Celesta-Thema (Hedwig’s Theme) beginnt der erste Teil (Harry Potter und der Stein der Weisen) der achtteiligen Harry-Potter-Filmreihe. Komponist John Williams schrieb auch die Soundtracks des zweiten und dritten Teils. Hedwig’s Theme erscheint als Leitmotiv auch in anderen Teilen der Filmreihe. Die Celesta wurde in vielen weiteren Film-Soundtracks eingesetzt; ihre helle Klangfarbe eignet sich gut zum Doppeln von Skalenwerk der Holzbläser oder der Streicher.
John Cale setzte im Stück Northern Sky von Nick Drake auf dessen Album Bryter Layter von 1970 ebenfalls eine Celesta ein.
Heute werden auf der Celesta außerdem schwierige Glockenspiel-Partien ausgeführt, die ursprünglich für ein Klaviaturglockenspiel geschrieben wurden (zum Beispiel in Mozarts Oper Die Zauberflöte).